# Каррингтон (Большой Манчестер)
Ка́ррингтон (англ. Carrington) — посёлок и община в метрополитенском районе Траффорд, графство Большой Манчестер, регион Северо-Западная Англия, Великобритания. Исторически был частью Чешира. Находится к западу от Манчестера и к югу от Эрмстона.

## История
Существует несколько версий происхождения названия «Каррингтон», все из них рассматривают древнеанглийский (англосаксонский) язык. Название может означать «поместье, связанное с человеком по имени Кара». Другой вариант: первая часть названия происходит от слова caring, означавшего «присматривать» или «пасти» (скот), либо от слова cring, означавшего «изгиб реки». Таким образом, название могло означать «место, связанное с выпасом скота» или «поселение у изгиба реки».
В XII веке Каррингтон был известен под названием «Карринтона» (Carrintona).

## Промышленность
В Каррингтоне расположены крупный газовый и химический завод, производящие газы методом фракционной дистилляции. Ранее там находился завод Shell Chemicals по производству полиэтилена и полистирола.
Электростанция Каррингтона (Carrington Power Station) находилась на южном берегу судоходного канала Манчестера. Её строительство началось в 1947 году. Станция открылась в 1956 году. В конце 1980-х годов электростанция была закрыта, а в 1991 году разрушена с использованием взрывчатки.
В 2007 году было получено разрешение на проектирование новой электростанции, использующей парогазовые турбины, которую должны построить на месте старой электростанции, работавшей на угле. Строительство началось в 2013 году. Проектная мощность новой электростанции — 880 МВт. Часть оборудования для новой электростанции было настолько габаритным, что его пришлось транспортировать вплавь по судоходному каналу Манчестера.

## Спорт
В Каррингтоне располагается «Тренировочный центр Траффорда» (Trafford Training Centre), тренировочная база футбольного клуба «Манчестер Юнайтед», а также база футбольной академии «Манчестер Юнайтед». В районе Каррингтон Мосс (Carrington Moss) располагается «Тренировочный центр Каррингтона» (Carrington Training Centre), который использовался в качестве тренировочной базы футбольного клуба «Бери».

## Демография
Согласно переписи населения 2001 года Каррингтона составляло 396 человек. На каждые 100 женщин в Каррингтоне приходилось 110,6 мужчин. Средний размер семьи составил 2,62 человека. 21,72 %  жителей Каррингтона были младше 16 лет, 6,31 % — в возрасте 75 лет и старше, а средний возраст жителей составил 37,24 года.

### Изменения численности населения
| Изменения численности населения в Каррингтоне с 1801 года | Изменения численности населения в Каррингтоне с 1801 года | Изменения численности населения в Каррингтоне с 1801 года | Изменения численности населения в Каррингтоне с 1801 года | Изменения численности населения в Каррингтоне с 1801 года | Изменения численности населения в Каррингтоне с 1801 года | Изменения численности населения в Каррингтоне с 1801 года | Изменения численности населения в Каррингтоне с 1801 года | Изменения численности населения в Каррингтоне с 1801 года | Изменения численности населения в Каррингтоне с 1801 года | Изменения численности населения в Каррингтоне с 1801 года | Изменения численности населения в Каррингтоне с 1801 года | Изменения численности населения в Каррингтоне с 1801 года | Изменения численности населения в Каррингтоне с 1801 года | Изменения численности населения в Каррингтоне с 1801 года | Изменения численности населения в Каррингтоне с 1801 года | Изменения численности населения в Каррингтоне с 1801 года | Изменения численности населения в Каррингтоне с 1801 года | Изменения численности населения в Каррингтоне с 1801 года |
| Год                                                       | 1801                                                      | 1811                                                      | 1821                                                      | 1831                                                      | 1841                                                      | 1851                                                      | 1861                                                      | 1871                                                      | 1881                                                      | 1891                                                      | 1901                                                      | 1911                                                      | 1921                                                      | 1931                                                      | 1951                                                      | 1961                                                      | 1971                                                      | 2001                                                      |
| --------------------------------------------------------- | --------------------------------------------------------- | --------------------------------------------------------- | --------------------------------------------------------- | --------------------------------------------------------- | --------------------------------------------------------- | --------------------------------------------------------- | --------------------------------------------------------- | --------------------------------------------------------- | --------------------------------------------------------- | --------------------------------------------------------- | --------------------------------------------------------- | --------------------------------------------------------- | --------------------------------------------------------- | --------------------------------------------------------- | --------------------------------------------------------- | --------------------------------------------------------- | --------------------------------------------------------- | --------------------------------------------------------- |
| Население                                                 | 435                                                       | 480                                                       | 531                                                       | 552                                                       | 559                                                       | 536                                                       | 521                                                       | 469                                                       | 438                                                       | 568                                                       | 514                                                       | 522                                                       | 531                                                       | 504                                                       | 627                                                       | 642                                                       | 488                                                       | 396                                                       |
| Источник: A Vision of Britain through Time                |                                                           |                                                           |                                                           |                                                           |                                                           |                                                           |                                                           |                                                           |                                                           |                                                           |                                                           |                                                           |                                                           |                                                           |                                                           |                                                           |                                                           |                                                           |